# 瑪麗亞·布拉尼亞斯·莫雷拉
瑪麗亞·布拉尼亞斯·莫雷拉（1907年3月4日—2024年8月19日），舊姓朱利亞，是一名西班牙超級人瑞，法國修女露西爾·朗東於2023年1月17日逝世後，瑪麗亞·布拉尼亞斯·莫雷拉成為在世第一年長者。她亦是最後一位生於1900年代（1900年—1909年）的西班牙人。

## 生平

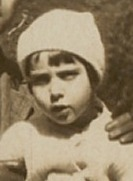
攝於1911年

1907年3月4日，莫雷拉出生于美国旧金山，那是她父母从墨西哥迁居到美国的第二年。其父親約瑟夫·布拉尼亞斯·胡利亞（Josep Branyas Julià，1877年4月1日－1915年6月3日）為一名記者。他們一家先是因工作原因移居至路易斯安那州新奧爾良，後由於父親患上肺結核，他們在醫生的建議下在1915年返回加泰羅尼亞。由於當時正值第一次世界大戰，德國的戰艦使航道不安全，因此他們經由大西洋折返。在返程途中，她由於跌倒而導致耳膜受傷，使她其中一隻耳朵永久性失聰，而她37歲的父親則於途中因肺結核惡化而死。
她的母親特蕾莎·莫雷拉·拉克（Teresa Morera Laque，1880年3月－1968年11月22日）於1919年再婚。她在童年時學習鋼琴和網球。她於1931年7月16日時與喬安·莫雷特（Joan Moret，1906年－1976年）結婚並育有三名子女：長子：奧古斯特·莫雷特·布蘭亞斯（August Moret Branyas，1932年7月6日－2019年6月14日）、長女：瑪麗亞·特蕾莎·莫雷特·布蘭亞斯（Maria Teresa Moret Branyas，1933年10月25日－）、次女：瑪麗亞·羅莎·莫雷特·布蘭亞斯（Maria Rosa Moret Branyas，1944年－），並直到1976年丈夫去世，於2000年入住位於加泰罗尼亚地区东北部奥洛特镇的一家养老院。她的身體狀況頗為健康，於110歲時仍能閱讀報紙。但由於她失聰的緣故，她需要透過語音文字終端機與人溝通。根據報導，她的長子已經去世，而她逝世前擁有11位孫子及13位曾孫。她表示她的長壽秘訣為「過著有規律、社會性、快樂的生活，不要過於繁瑣」。
2020年春，瑪麗亞·布拉尼亞斯·莫雷拉所住的療養院爆發2019冠狀病毒病疫情，而她於4月時確診並接受隔離。她出現呼吸困難的症狀，而當時只有一名護理員被派去照顧她。她在確診五個星期後（即2020年5月）痊癒。她於接受英國報章《觀察家報》訪問時表示，疫情的全球大流行揭示社會缺乏對老年人的照顧，但她同時形容療養院的工作人員友善和細心並感謝照顧者。其後她於2021年1月接種2019冠狀病毒病疫苗。在法國超級人瑞露西爾·朗東於2021年2月確診新冠病毒前，她是已知最年長的確診者和康復者。
2021年6月28日，她的年齡被老年學研究組織所確認，當時她是世上第九年長的人。2022年3月，她慶祝115歲生日，成為繼安娜·瑪麗亞·貝拉·魯比歐後第二位活過115歲的西班牙人。
2022年8月19日，波蘭超級人瑞泰克拉·尤涅维奇去世，瑪麗亞·布拉尼亞斯·莫雷拉以115岁168天之齡成為在世第2順位年長者。
2023年1月17日，露西爾·朗東逝世，莫雷拉以115岁319天之齡成為在世最年長者。
2023年3月4日，瑪麗亞·布拉尼亞斯·莫雷拉迎來116歲生日，成為史上確切活到116歲的第27人。也是西班牙史上確切活到116歲的第2人，僅次於安娜·瑪麗亞·貝拉·魯比歐。
2023年4月21日，瑪麗亞·布拉尼亞斯·莫雷拉以116岁48天，超越安娜·瑪麗亞·贝拉·魯比歐的年龄（116岁47天），成為西班牙史上最年长者。
2023年5月14日，瑪麗亞·布拉尼亞斯·莫雷拉以116岁71天，超越泰克拉·尤涅维奇的年龄（116岁70天），成为新任最长寿移民。
2023年12月12日，日本最長壽者巽房（1907年4月25日－2023年12月12日）逝世，年屆116歲283天的瑪麗亞·布拉尼亞斯·莫雷拉成為最後1位1907年出生者。
2024年2月22日，生於1908年2月5日的伊迪·切卡雷利過世，年屆116歲355天的瑪麗亞·布拉尼亞斯·莫雷拉成為在世最後一位出生於1909年之前的美國人。
2024年3月4日，瑪麗亞·布拉尼亞斯·莫雷拉迎來117歲生日，成為史上確切活到117歲的第12人。也是西班牙史上確切活到117歲的第1人。
2024年4月1日，以117岁28天之龄超越日本最長寿者大川美佐绪的纪录（117岁27天），跻身史上最长寿者前11名。
2024年5月10日，以117岁67天之龄超越美国超级人瑞德尔菲亚·威尔福德的纪录（117岁66天），跻身史上最长寿者前10名。
2024年5月25日，以117岁82天之龄超越日本最長寿者都千代的纪录（117岁81天），跻身史上最长寿者前9名。
2024年7月20日，以117岁138天之龄超越義大利最長寿者艾瑪·莫拉諾的纪录（117岁137天），跻身史上最长寿者前8名。
2024年8月19日，瑪麗亞·布拉尼亞斯·莫雷拉去世，享嵩壽117歲168天。2024年8月20日，瑪麗亞·布拉尼亞斯·莫雷拉的家人在X（Twitter）上宣佈她的死訊。

## 外部連結
- （西班牙文） 瑪麗亞·布拉尼亞斯·莫雷拉的Twitter帳號 （页面存档备份，存于）（由親戚經營）